# Louis-François Duplessis de Mornay

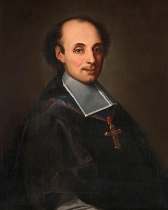
Louis-François Duplessis de Mornay

Louis-François Duplessis de Mornay (auch Louis-François Du Plessis de Mornay; * 10. September 1663 in Vannes, Bretagne; † 28. November 1741 in Paris) war ein französischer Kapuziner und dritter Bischof von Québec in Neufrankreich.
De Mornay trat in den Kapuzinerorden ein und wurde 1687 zum Priester geweiht. Am 22. Juni 1713 wurde er zum Koadjutorbischof von Québec gewählt; am 26. Februar 1714 bestätigte Papst Clemens XI. die Wahl und ernannte ihn zum Titularbischof von Eumenia. Die Bischofsweihe empfing er am 22. April desselben Jahres durch den Bischof von Straßburg, Armand I. Gaston Maximilien de Rohan-Soubise. Mitkonsekratoren waren der Bischof von Viviers, Martin de Ratabon (†  1728), und der Bischof von Lavaur, Nicolas de Malézieu (1650–1727). Nach dem Tode von Bischof Jean-Baptiste de la Croix Chevrière de St. Vallier (1653–1727) wurde er am 26. Dezember 1727 dessen Nachfolger als Bischof von Québec. Am 12. September 1733 emeritierte er.
Mornay kam nie nach Kanada und überließ die Verwaltung der Diözese seinem Koadjutor Pierre-Hermann Dosquet (1691–1777).